# Bränningar
Pour plus de détails, voir Fiche technique et Distribution.
Bränningar est un film dramatique suédois réalisé par Ivar Johansson et sorti en 1935.

## Synopsis
Durant le générique d'ouverture, on voit des images de vagues d'une mer agitée et houleuse. Dans un court montage, nous voyons la fille du pêcheur, Karin, dans une barque sur le lac et le jeune Daniel regardant un beau village avec des champs de maïs.
C'est un jour de marché et Daniel portant une casquette d'étudiant alors qu'il se promène sur le champ de foire. Il tire des balles dans un stand et casse de la vaisselle dans un autre. Il dit que la vie est un manège sur lequel on peut monter, qu'on le veuille ou non, ce qui implique que l'homme est à la merci de la nature et de ses émotions. À la fête foraine, il rencontre Karin, une vieille connaissance. Cela fait cinq ans qu'ils ne se sont pas vus et il lui raconte qu'il étudie pour devenir pasteur et qu'il est revenu à la maison pour une période d'essai. Lorsqu'il joue au croche-pied avec Pelle, l'ouvrier agricole du père de Karin, son père le remarque. Sur le chemin du retour, il estime qu'il n'est pas convenable qu'un pasteur ait un tel comportement avec des paroissiens potentiels. Daniel dit qu'il veut être un être humain et qu'il ne voulait pas vraiment être pasteur, mais qu'on l'a forcé à le devenir. Il dit que combien de fois il a dit que son espoir était pour la terre et la mer. Son père lui rétorque qu'il ne l'a jamais forcé, mais qu'il n'y a pas d'avenir à « cracher du fumier ». Lorsque Karin rentre à la maison avec son père, elle s'échoue et son père prend la barre.
Daniel prononce un sermon devant les paroissiens, qui sont impressionnés par son éloquence authentiquement populaire. Le pasteur de la paroisse pense qu'il s'agit d'une véritable force et envoie Daniel sur l'île de Stormskär, où vit Karin, pour y célébrer un office. Les fidèles s'y rendent en grand nombre. Les paroissiens ont l'air enthousiastes et Karin sourit visiblement en regardant Daniel. Le sermon se déroule en plein air et devient un hymne de louange à la nature glorieuse et magnifique, ce qui est souligné par le montage du film d'images de la mer, de la nature et de personnes en prière. Il bénit tous ceux qui tirent leur salut de la mer. Karin et Daniel se regardent.
Après l'office, le vent se lève et le baromètre chute. Daniel se rend compte qu'il ne sert à rien de rentrer en bateau par ce temps et on lui propose de passer la nuit chez Karine. Daniel aimerait pouvoir accompagner le père de Karin lorsqu'il part sauver les filets de la tempête qui s'annonce. Karin dit que Daniel a toujours voulu être là quand la tempête frappera. Il y a des photos de bateaux de pêche qui sortent sur la mer agitée.
Daniel suit Karin chez elle et ils s'assoient le soir pour parler de vieux souvenirs. Pendant ce temps, le père de Karin doit se rendre dans un port de refuge lorsque le temps commence à se gâter avec des orages et une mer agitée. La nuit, Daniel regarde la tempête par la fenêtre de sa chambre. Pendant ce temps, Karin est dans sa chambre. Elle a l'air horrifiée lorsqu'elle entend le violent orage où la foudre frappe et enflamme un arbre.
Karin entre dans la chambre de Daniel. Il regarde sa poitrine et dit que « tout brûle ». Il n'est plus un pasteur, mais un pauvre jeune pécheur, et Dieu leur a donné la souffrance. L'image est doublement exposée avec des images de brûlures dans la mer. Ils s'embrassent tandis que l'arbre continue de brûler. Ensuite, d'un air un peu contrit, Daniel sort et ouvre sa Bible. Dans l'un des passages, il lit que le mal se trouve dans la maison de Dieu et qu'il faut donc marcher sur des chemins glissants et se heurter à des pierres. Il ouvre ensuite l'Ecclésiaste et lit les mots suivants : « Réjouis-toi, jeune homme dans ta jeunesse ». Il jette la Bible par terre et sort dans la nuit. Au sommet de la montagne, il demande ouvertement à Dieu « pourquoi tu nous as donné le libre arbitre si tu nous punis pour l'avoir suivi ». La foudre frappe le poteau à côté duquel il se tient et il tombe inconscient.
Lorsqu'il se réveille à l'hôpital, il a perdu la mémoire. Le médecin lui conseille de faire le tour du monde. Un an passe et nous sommes en 1929, Karin a accouché et elle berce son bébé. Les autres femmes de l'île la jugent et pensent qu'elle a fait n'importe quoi et qu'elle ne sait même pas qui est le père de l'enfant. Karin le sait probablement mais ne veut rien dire. Le père de Karine n'est pas content non plus et pense qu'elle peut prendre son enfant et aller en enfer si elle ne lui dit pas la vérité. Lorsqu'elle dit qu'elle ferait mieux de partir, le père regrette ses mots durs et dit qu'il y a de la place pour eux. Karin prie Dieu d'arranger les choses. À l'hôpital, on discute de l'amnésie de Daniel. Il s'agit de concilier la foi et la connaissance lorsqu'il s'agit de guérir les maladies de l'âme. Le bon pasteur et le bon médecin devraient se rencontrer sur cette question.
Quatre autres années se sont écoulées. Le fils de Karin a grandi et il est mis à l'écart par les autres petits garçons de l'île parce que leurs mères leur ont dit de ne pas s'approcher. Pelle, l'ouvrier agricole, pense que Karin et ses enfants souffrent trop du fait qu'elle ne sait pas qui est le père. Il propose d'assumer la paternité. Karin lui dit qu'elle est reconnaissante, mais qu'il en sera probablement ainsi. Pelle dit qu'il y aura un service religieux sur l'île et que Daniel Nordeman prêchera.
Cette fois, Daniel arrive en bateau à moteur. Il est accueilli par Pelle, qu'il ne reconnaît pas vraiment mais qui a de vagues souvenirs de jeu de croche-pied. Daniel commence son sermon qui se déroule comme au début. Il se rend ensuite chez Karin. Il dit qu'il ne l'a pas vue pendant le sermon et soudain la mémoire lui revient. Le fils entre dans la cuisine et le salue. Daniel demande sa mère et son père lui dit qu'il n'a pas de père. Lorsque le fils le regarde, d'autres souvenirs lui reviennent et il finit par lui demander s'il s'agit de ses enfants. Ils s'embrassent et Daniel lui demande pourquoi elle ne l'a jamais contacté, mais elle lui demande ce que sa paroisse aurait dit.
Daniel décide alors de renoncer à sa vocation sacerdotale, déclarant : « Je suis né paysan et un paysan ne demande pas de pitié ». Il emmène Karin et son fils avec lui et explique la situation à l'assemblée. Le père de Karine lui pardonne. Il lui reste à se réconcilier avec son propre père. Ce dernier, qui s'était opposé à la décision de Daniel, la regrette aujourd'hui en voyant son petit-fils. « Tu ferais mieux de rentrer à la maison maintenant », dit-il. À la fin, Daniel et Karin contemplent les mêmes terres agricoles qu'au début.

## Fiche technique
- Titre original : Bränningar[1] (litt. « Brûlures »)
- Réalisation : Ivar Johansson
- Scénario : Ivar Johansson
- Photographie : Julius Jaenzon
- Montage : Ivar Johansson
- Musique : Yngve Sköld, Jules Sylvain (sv)
- Société de production : Film AB Skandinavien
- Pays de production :  Suède
- Genre : drame
- Durée : 70 minutes
- Date de sortie : 
  - Suéde : 14 janvier 1935[1]

## Distribution
- Sten Lindgren (sv) - Daniel Nordeman, candidat à la prêtrise, puis prêtre
- Ingrid Bergman - Karin Ingman
- Tore Svennberg - Anders Nordeman, le père de Daniel, grand agriculteur et fonctionnaire municipal à Österala
- Bror Olsson (sv) - le vicaire d'Österala
- Carl Ström (sv) - Lars Ingman, le père de Karin, pêcheur à Stormskär
- Weyler Hildebrand (sv) - Per, "Pelle", le serviteur d'Ingman
- Knut Frankman (sv) - Strömblom
- Carin Swensson (sv) - Brita, sa fille
- Georg Skarstedt (sv) - Olle, le serviteur de Nordeman
- Henning Ohlsson (sv) - Karl-Johan, le serviteur de Strömblom
- Wera Lindby (sv) - Hilma, une jeune femme de Stormskär
- Wiktor Andersson (sv) - annonceur à la fête foraine
- Olle Granberg (sv) - Stig Ingman, le fils de Karin et Daniel
- Erik Rosén (sv) - le médecin en chef
- Wiktor Öst (sv) - l'organiste